# Alikvotfølge
En alikvotfølge er inden for talteori en særlig type talfølge som beregnes efter principper som er lette at forstå også for lægfolk (eller børn). Alikvotfølger studeres mest som en hobby eller af teoretiske grunde og har ikke nogen umiddelbare praktiske anvendelser. Emnet kan henregnes til det der kaldes rekreativ matematik eller "underholdningsmatematik".
Emnet giver et godt eksempel på matematiske spørgsmål som er lette at stille på en måde så alle kan forstå dem, men som hidtil har været umulige at give svaret på.

## Alikvote dele og divisorsumsfunktionen
Navnet alikvotfølge skyldes at et tal som går op i et større tal, også kaldes en alikvot del af det større tal. Således er 1, 2, 4, 5 og 10 alikvote dele af tallet 20, mens eksempelvis 3, 6, 7 og 8 ikke er det.
Udtrykket en alikvot del er altså blot et (lidt forældet) synonym for en divisor.
For ethvert naturligt tal {\displaystyle n} vil vi nu lade {\displaystyle s(n)} betegne summen af alle divisorerne (alle de alikvote dele) af {\displaystyle n}, dog således at {\displaystyle n} selv ikke medregnes. For eksempel, hvis {\displaystyle n} vælges som 20, får vi
{\displaystyle s(20)=1+2+4+5+10=22}
Den på denne måde definerede funktion {\displaystyle s} kaldes den restringerede divisorsumsfunktion. (Den ikkerestringerede funktion er den, hvor man medregner tallet selv som divisor.)

## Eksempler på alikvotfølger
Det faktum at {\displaystyle s(20)=22} (altså at summen af 20's divisorer er 22), vil vi i denne artikel skrive med en pil:
{\displaystyle 20\mapsto 22}. En alikvotfølge fremkommer nu ved simpelthen at blive ved med at "anvende" pilen på hvert nyt resultat man kommer frem til:
- {\displaystyle 20\mapsto 22\mapsto 14\mapsto 10\mapsto 8\mapsto 7\mapsto 1\mapsto 0\mathrm {(stop)} }

Kontrollér selv at summen af divisorerne i 22 er 14, at summen af dem i 14 er 10, og så videre.
I matematisk sprogbrug siger man at følgen fremkommer ved at iterere funktionen {\displaystyle s}.
Et par andre eksempler på alikvotfølger er:
- {\displaystyle 40\mapsto 50\mapsto 43\mapsto 1\mapsto 0\mathrm {(stop)} }
- {\displaystyle 128\mapsto 127\mapsto 1\mapsto 0\mathrm {(stop)} }
- {\displaystyle 141\mapsto 51\mapsto 21\mapsto 11\mapsto 1\mapsto 0\mathrm {(stop)} }
- {\displaystyle 143\mapsto 25\mapsto 6\mapsto 6\mapsto 6\mapsto \ldots }
- {\displaystyle 220\mapsto 284\mapsto 220\mapsto 284\mapsto 220\mapsto \ldots }
- {\displaystyle 276\mapsto 396\mapsto 696\mapsto 1104\mapsto 1872\mapsto 3770\mapsto 3790\mapsto 3050\mapsto 2716\mapsto 2772\mapsto 5964\mapsto \ldots }
- {\displaystyle 277\mapsto 1\mapsto 0\mathrm {(stop)} }

## Den endelige skæbne for en alikvotfølge
Når man vælger et begyndelsestal og går i gang med at udregne en alikvotfølge, kan man ikke på forhånd vide, hvordan det vil ende. Hver gang man rammer et defektivt tal, hopper man til et mindre tal. Men når man rammer et excessivt tal, springer man opad til højere tal. Det spændende er, hvilken af disse to tendenser der til slut vil vinde.
Der er i princippet fem muligheder for en alikvotfølges skæbne:

### A. Følgen stopper til sidst
Hvis følgen på et tidspunkt rammer et primtal, må den stoppe. For primtallet har kun divisoren 1 (tallet selv medregnes jo ikke), og herfra fører pilen os ned til 0. Og så kan vi ikke komme længere, fordi {\displaystyle s(0)} ikke kan udregnes.

### B. Følgen bliver til sidst konstant
Hvis følgen på et tidspunkt rammer et fuldkomment tal, bliver den konstant derfra. Som et eksempel kan man betragte alikvotfølgen fra 143 der er nævnt ovenfor. Dér var det 6 der blev ramt, men det kunne også være et andet fuldkomment tal som fx 28 eller 496.

### C. Følgen bliver til sidst alternerende
Hvis følgen rammer ind i et par af venskabstal (også kaldet venskabelige tal), vil den derfra skifte frem og tilbage mellem netop de to tal. Simpleste eksempel er tallene 220 og 284 fra eksemplet herover, men der er mange andre muligheder.

### D. Følgen bliver til sidst periodisk med periode større end 2
Hvis følgen på et tidspunkt rammer et tal som den allerede har været på tidligere, går processen "i ring". Man siger at følgen bliver periodisk. Hvis tallet senest blev ramt én eller to pile tidligere, er vi i tilfældene B. eller C. herover. Men det kan også ske at man kommer ind i længere perioder. Det mindste eksempel på dette er alikvotfølgen
{\displaystyle 12496\mapsto 14288\mapsto 15472\mapsto 14536\mapsto 14264\mapsto 12496\mapsto \ldots }
Man ser at de fem tal 12496, 14288, 15472, 14536 og 14264 gentager sig i det uendelige. Sådanne tal kaldes selskabelige tal. I dette tilfælde består "selskabet" altså af fem tal, men der er andre mulige periodelængder. Hvis man starter fra 14316, får man et "selskab" på otteogtyve tal!
Den klart mest almindelige orden (det vil sige "selskabsstørrelse" eller periodelængde) for sådanne selskabelige tal synes dog at være fire.

### E. Følgen gentager sig aldrig og stopper aldrig
Den sidste mulighed er at følgen aldrig gentager sig selv eller stopper. Det er ikke svært at indse at følgen i dette tilfælde vil gå imod uendelig. Så en følge i denne kategori E. vil vokse uden grænser. Til sidst bliver tallene dog så store, at det er praktisk umuligt at beregne dem inden for overskuelig tid.
Måske er følgen ovenfor der starter fra 276, af denne type, men det vides ikke.

## Catalans formodning om alikvotfølger
Den belgiske matematiker Catalan fremsatte i 1888 den formodning, at ingen alikvotfølger kan vokse sig uendeligt store. Mere præcist foreslog han at der ikke eksisterer nogen følger i kategori E. herover.
Det er endnu aldrig lykkedes at bevise eller modbevise denne formodning. Det er derfor den dag i dag et ubesvaret spørgsmål om Catalan havde ret eller tog fejl.
Bemærk at man ikke kan afklare spørgsmålet ved simpelthen at regne på bestemte alikvotfølger. Thi hvis de følger man regner på, stopper, så kan man stadig ikke vide om der er andre følger (startende fra større tal) der ikke stopper. Og hvis de følger man regner på, går mod uendelig, vil man aldrig finde ud af det, fordi beregningerne så aldrig vil ophøre.

## Andre ubesvarede spørgsmål
Der er et væld af andre ubesvarede spørgsmål i forbindelse med alikvotfølger. Catalans formodning nævnt ovenfor er måske den vigtigste, men vi nævner her nogle andre:
- Det vides ikke om der eksisterer noget ulige fuldkomment tal.
- Det vides ikke hvor mange lige fuldkomne tal der eksisterer. De fleste tror i dag at svaret er "uendeligt mange".
- Der vides intet om antallet af venskabelige eller selskabelige tal.
- Man véd ikke om lige og ulige kan være venner, altså om der findes par af venskabstal hvor det ene er lige og det andet ulige.
- Det vides ikke hvilke ordener selskabelige tal kan have. Specielt vides det ikke om et "selskab" kan bestå af præcis tre tal.